# Bratislava IV
Bratislava IV er et okres (distrikt) i byen Bratislava i regionen Bratislava i Slovakiet. Det dækker den nord-vestlige del af byen og inkluderer boroughene Devín, Devínska Nová Ves, Dúbravka, Karlova Ves, Lamač og Záhorská Bystrica. Det grænser op mod floden Morava i vest (hvilket også danner grænsen til Østrig), Malacky (distrikt) i nord, Pezinok og Bratislava III i øst, Bratislava I i sydøst, en lille del mod Bratislava V i syd og igen Østrig langs Donau. Indtil 1918 var distriktet en del af det ungarske amt Pozsony.
48°13′54″N 17°03′00″Ø / 48.2317°N 17.0501°Ø